# Fraissé-des-Corbières
Fraissé-des-Corbières é uma comuna francesa na região administrativa de Occitânia, no departamento de Aude. Estende-se por uma área de 19,1 km². Em 2010 a comuna tinha 218 habitantes (densidade: 11,4 hab./km²).